# PerkinElmer

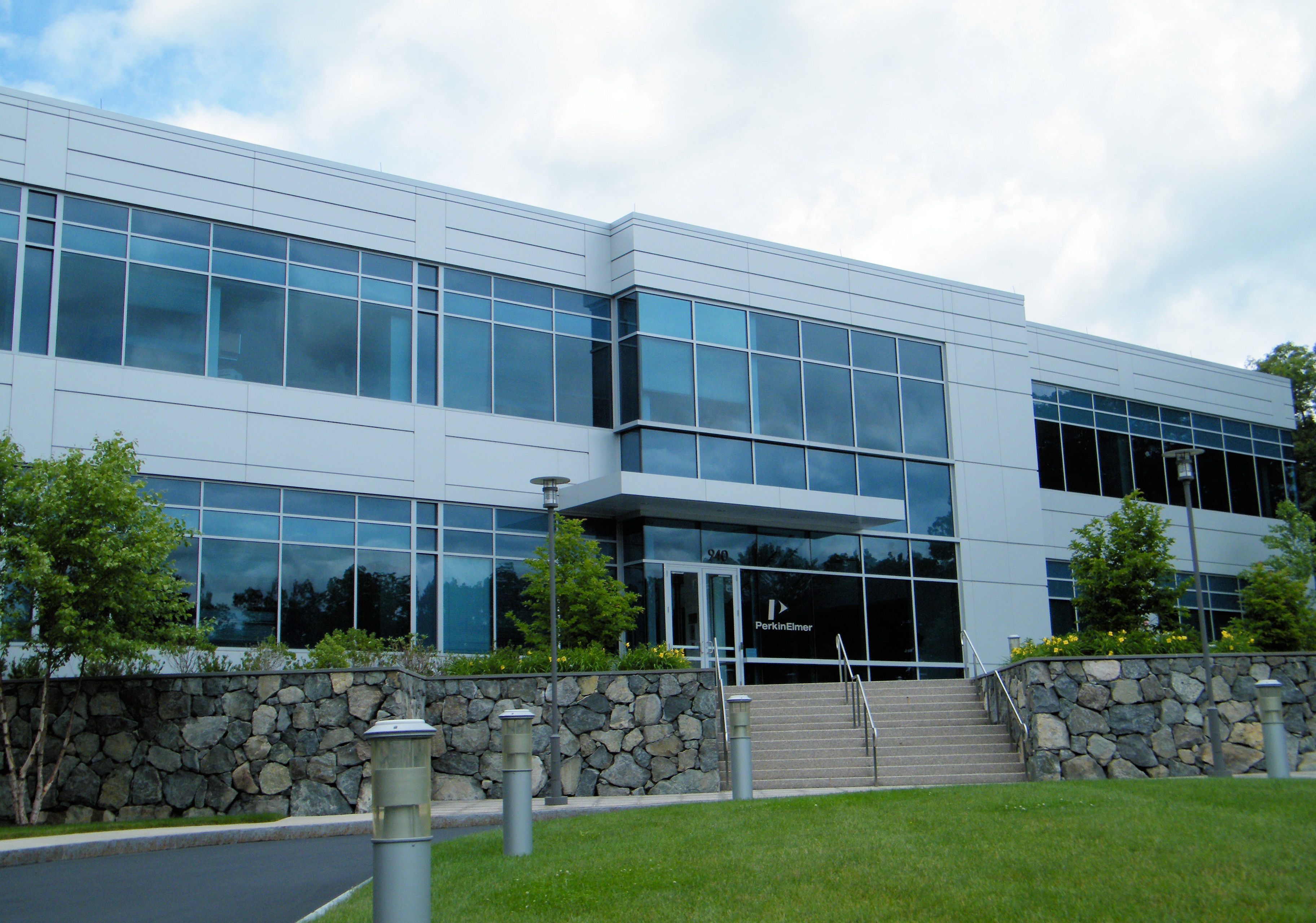
Sede, em Massachusetts

PerkinElmer é uma multinacional norte-americana. Seus negócios incluem empresas do ramo de saúde e medicina, análise ambiental, biotecnologia, lentes telescópicas e componentes para satélites.

## História
Fundada em 19 de abril de 1937 como Perkin-Elmer pelos astrônomos (amadores) Richard Scott Perkin e Charles Wesley Elmer como uma empresa de consultoria para design de lentes telescópicas.
Com sede na cidade de Norwalk, Connecticut, a empresa passou de uma consultoria para um grande conglomerado de empresas e industrias em diversas áreas da economia norte-americana e mundial, quando passou a abrir e comprar empresas e industrias, tanto nos Estados Unidos como na Europa, diversificando seu plano de negócios. Sua primeira fábrica foi aberta em Stamford, em 1941, para atender a demanda de lentes ópticas fornecidas para as Forças Armadas dos Estados Unidos.
Na área de tecnologia, fez parte de projetos que nos anos da Guerra Fria, mantinham segredo industrial e de segurança nacional, quando desenvolveu lentes especiais utilizadas em satélites espiões para a CIA e a NASA, principalmente para alguns modelos do satélite Big Bird e o KH-9 Hexagon.
Na década de 1970, participou dos projetos e posteriormente, no fornecimento de lentes especiais para o construção do Telescópio espacial Hubble.
Em 1999, seu controle acionário foi adquirido pela "EG & G Corporation", mudando sua denominação de Perkin-Elmer para PerkinElmer e deslocando sua sede administrativa para Waltham, Massachusetts.